# Walckenaeria westringi
Espèce
Walckenaeria westringi est une espèce d'araignées aranéomorphes de la famille des Linyphiidae.

## Distribution
Cette espèce est endémique de Norvège.

## Étymologie
Cette espèce est nommée en l'honneur de Nicolao Westring.

## Publication originale
- Strand, 1903 : Theridiidae, Argiopidae und Mimetidae aus der Collett'schen Spinnensammlung. Det Kongelige Norske Videnskabers Selskabs Skrifter, vol. 1903, no 7, p. 1-9.